# Caso RIAA contra Tenenbaum

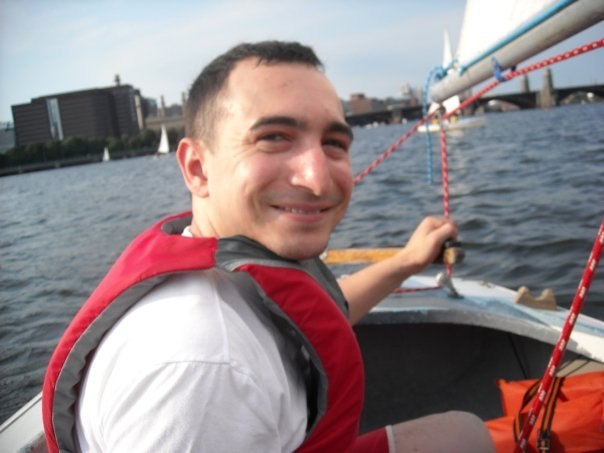

El caso RIAA contra Tenenbaum fue un caso judicial interpuesto en la corte federal de Boston, Massachusetts, en los Estados Unidos de Norte América, en el año 2007. En el cual la Recording Industry Association Of América o RIAA, acusa a Joel Tenenbaum de bajar y subir ilegalmente archivos de Internet, violando la ley de Derechos de Autor en los Estados Unidos.
Hasta ese momento, era el segundo caso de este tipo que llegaba a juicio. Un gran número de casos similares se habían solucionado por medio de un Arreglo Extrajudicial. El juicio dio como resultado un veredicto de culpabilidad y una sentencia de una multa de $675.000.

## El caso
Joel Tenenbaum (nacido el 25 de diciembre de 1983) de Providence Rhode Island, durante el problema judicial se encontraba estudiando física en la Universidad de Boston. En el año 2005 Tenenbaum recibió una notificación legal junto con 40.000 personas más, que estaban acusadas por descargar música ilegalmente de la red a través de los servicio de plataformas P2P. En la notificación, RIAA le solicitó $3.500 dólares como compensación, pero Joel se negó a pagar esa suma, enviando un cheque por $500 dólares que la asociación devolvió.
Cuatro años más tarde, Sony BMG, Warner Records, Atlantic, Arista y BMG Recording demandaron penalmente a Tenenbaum, quien decidió pelear, a diferencia de las otras 40.000 personas, quienes recibieron la misma notificación y llegaron rápidamente a acuerdos extrajudiciales. Tenembaum, aduciendo que la suma que cobraban las compañías discográficas eran excesiva, ofreció $5.000 mientras la RIAA pedía $10.500 dólares, llevando el caso directamente a juicio. El destacado profesor Charles Nesson y un grupo de estudiantes de leyes de la Universidad de Harvard decidieron apoyar a Tenenbaum, basando su defensa en un ataque a las leyes de propiedad intelectual, considerando que el millonario monto que se exige como compensación es perjudicial y caprichoso.

### En la corte
Después de la primera vez que contactó en 2005 la RIAA interpuso un caso contra Joel Tenenbaum en agosto de 2007, por infringir la Ley de derechos de autor. El caso fue a juicio en la última semana de julio de 2009. Joel Tenenbaum admitió, en el estrado, que había descargado las canciones en su computadora y sus abogados agregaron que él era un "niño" y también que Internet ha cambiado las cosas y la industria musical ha sido "lenta para adaptarse". El acusado reclamó que la ley bajo la que estaba siendo procesado era inconstitucional.

### Resolución
El viernes, 9 de julio de 2010, la juez Nancy Gertiner de la corte del distrito en Boston, redujo la multa de Tenenbaum a $67,500, abogando que la multa tan alta causaba daños que violaban la constitución. El 21 de julio de 2010, ambas partes anunciaron que no apelarían el fallo. Sin embargo, la RIAA rápidamente apeló de vuelta, y en este juicio se determinó que Gertiner había cometido un error de procedimiento al reducir la multa. La Corte ordenó que el caso volviera a una Corte de Boston, donde asignó a la jueza Rya Zobel el caso, la cual reafirmó la anterior multa de $675.000, aduciendo que el cargo por daños del jurado no es tan excesivo como para merecer una reducción ya que el cobro de $22.500 por cada infracción no sólo está en la parte baja del rango previsto para infracción intencional (15% del máximo), sino que aún está debajo del máximo para infracción no intencional.

### En los medios
- Tenenbaum inicio un blog donde describe su lucha, y ha expresado tener miedo del poder político de la RIAA.

- Tanto la administración de George Bush cómo la de Barack Obama han expresado su apoyo a la RIAA, en los casos de este tipo.

- Su juicio no pudo ser transmitido en línea, pero los detalles se revelaban inmediatamente a través de Twitter.

- Tenenbaum tiene una página Web para apoyar su causa https://web.archive.org/web/20090803050538/http://joelfightsback.com/ y un grupo en Facebook.

## Las 31 Canciones descargadas por Tenenbaum
| Dueño de los derechos        | Artista                  | Nombre de la canción                        | Nombre del Álbum                       |
| ---------------------------- | ------------------------ | ------------------------------------------- | -------------------------------------- |
| Sony BMG Music Entertainment | Incubus                  | New Skin                                    | S.C.I.E.N.C.E.                         |
| Warner Bros. Records         | Green Day                | Minority                                    | Warning                                |
| Arista Records               | Outkast                  | Wheelz of Steel                             | ATLiens                                |
| Sony BMG Music Entertainment | Incubus                  | Pardon Me                                   | Make Yourself                          |
| Universal Music Group        | Nirvana                  | Come As You Are                             | Nevermind                              |
| Warner Bros. Records         | Green Day                | When I Come Around                          | Dookie                                 |
| Warner Bros. Records         | Green Day                | Nice Guys Finish Last                       | Nimrod                                 |
| Universal Music Group        | Nirvana                  | Heart Shaped Box                            | In Utero                               |
| Universal Music Group        | Nine Inch Nails          | The Perfect Drug                            | The Perfect Drug (EP)                  |
| Universal Music Group        | Blink-182                | Adam's Song                                 | Enema of the State                     |
| Universal Music Group        | Limp Bizkit              | Rearranged                                  | Significant Other                      |
| Universal Music Group        | Limp Bizkit              | Leech                                       | Three Dollar Bill, Yall$               |
| Warner Bros. Records         | Linkin Park              | Crawling                                    | Hybrid Theory                          |
| Warner Bros. Records         | Deftones                 | Be Quiet And Drive                          | Around The Fur                         |
| Sony BMG Music Entertainment | The Fugees               | Killing Me Softly                           | The Score                              |
| Warner Bros. Records         | Red Hot Chili Peppers    | Californication                             | Californication (álbum)                |
| Warner Bros. Records         | Red Hot Chili Peppers    | By The Way                                  | By The Way                             |
| Warner Bros. Records         | Red Hot Chili Peppers    | My Friends                                  | One Hot Minute                         |
| Universal Music Group        | Beck                     | Loser                                       | Mellow Gold                            |
| Virgin Records America       | Smashing Pumpkins        | Bullet With Butterfly Wings                 | Mellon Collie and the Infinite Sadness |
| Interscope Records           | Eminem                   | My Name Is                                  | The Slim Shady LP                      |
| Interscope Records           | Eminem                   | Drug Ballad                                 | The Marshall Mathers LP                |
| Interscope Records           | Eminem                   | Cleaning Out My Closet                      | Eminem Show                            |
| Universal Music Group        | Beastie Boys             | (You Gotta) Fight for Your Right (To Party) | Licensed To Ill                        |
| Warner Bros. Records         | The Ramones              | The KKK Took My Baby Away                   | Pleasant Dreams                        |
| Universal Music Group        | Monster Magnet           | Look To Your Orb For The Warning            | Dopes to Infinity                      |
| Sony BMG Music Entertainment | Aerosmith                | Pink                                        | Nine Lives                             |
| Arista Records               | Outkast                  | Rosa Parks                                  | Aquemini                               |
| Sony BMG Music Entertainment | Rage Against The Machine | Guerrilla Radio                             | The Battle of Los Angeles              |
| Warner Bros. Records         | Goo Goo Dolls            | Iris                                        | Dizzy up the girl                      |
| Universal Music Group        | Aerosmith                | Water Song/Janie's Got A Gun                | Pump                                   |